# Nǃxau ǂToma
Nǃxau ǂToma  (viết tắt: Nǃxau, đánh vần thay thế Gcao Tekene Çoma; 6 tháng 12 năm 1944 - 5 tháng 7 năm 2003) là một nông dân người San và một diễn viên người Namibia, đóng vai chính trong bộ phim năm 1980 Đến Thượng đế cũng phải cười trong vai Xixo, một người San trong hoang mạc Kalahari. The Namibian gọi anh là "diễn viên nổi tiếng nhất Namibia".

## Tiểu sử
Nǃxau là một thành viên của bộ tộc San, còn được gọi là Bushmen. Ông nói tiếng Ju|'hoan, Otjiherero và Tswana thành thạo, cũng như một số từ Afrikaans. Ông không biết chính xác tuổi của mình, và trước khi xuất hiện trong các bộ phim, Nǃxau có ít kinh nghiệm về cuộc sống "hiện đại" điển hình: ông chỉ nhìn thấy ba người da trắng trước khi được chọn vào vai diễn và không biết giá trị của tiền giấy,  bỏ mặc thu nhập đầu tiên của ông trong phim Đến Thượng đế cũng phải cười ($ 300) theo nghĩa đen để thổi bay trong gió. Ông xuất thân từ một nền văn hóa không coi trọng những thứ vật chất mà tiền có thể mua được và do đó chưa bao giờ học được kỹ năng quản lý tiền, mặc dù ông đã sử dụng một số thu nhập của mình để xây một ngôi nhà gạch có nước và điện cho gia đình mình.
Ngoài Đến Thượng đế cũng phải cười, Nǃxau đóng vai chính trong một loạt các phần tiếp theo: Đến Thượng đế cũng phải cười II, Crazy Safari, Crazy Hong Kong và The Gods Must Be Funny in China. Sau khi sự nghiệp điện ảnh kết thúc, Nǃxau trở về Namibia, trồng ngô, bí ngô và đậu và giữ nhiều đầu gia súc (nhưng không quá 20 tại một thời điểm, theo The Independent, không có hệ thống canh tác phức tạp của "hiện đại" thế giới ", Nǃxau gặp khó khăn trong việc theo dõi nhiều hơn). Báo <i id="mwSg">New Era</i> hàng ngày của Namibia nói rằng ông chỉ đơn giản là không thể đếm quá 20.